# 森のようちえん

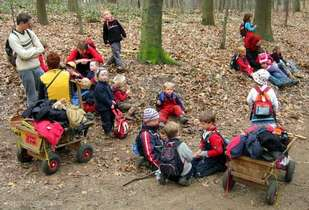
ドイツの森のようちえんの様子

森のようちえん（もりのようちえん、森の幼稚園、ドイツ語: Waldkindergarten, ヴァルト・キンダーガルテン）は、一般に3歳から6歳までの幼児（一部では3歳以下も含め）に殆どの時間、園舎の外の屋外で、大抵は森の中の自然の中での幼児教育を行う運動や団体を指す。デンマーク、スウェーデンではそもそも園舎がない所も多い。森林の中で子供が感性を研ぎ澄ませ、自然との関わりを学ぶことができる。
日本には2011年（平成23年）時点で約70か所存在する。

## 歴史
1950年代にデンマークでエラ・フラタウ（Ella Flatau）という一人のお母さんが森の中で保育をしたのが始まりとされている。スカンジナビアからドイツにも広がり、ドイツ国内だけでおよそ300ある。
1954年に、デンマークで親グループが自主保育活動として開始した。同国やドイツでは1990年代から2000年代にかけて広がりを見せ、同時期に日本にも知られるようになった。2000年のデータではデンマークに60園、ドイツに220園以上存在した。
日本では2005年から毎年「森のようちえん全国フォーラム」が開催されている。2008年11月、「森のようちえん全国ネットワーク」設立。
大阪大谷大学の井上美智子によれば、日本における森のようちえんの活動は、民間のインフォーマルな団体による実践が中心で、「従来の自然体験活動の対象を幼児まで拡大したもの」、「よりよい保育のために自然を活用するもの」の2つの方向性があるという。鳥取県八頭郡智頭町では、無認可保育所ではあるが町の事業として2009年（平成21年）に森のようちえんを開設し、町内の森林を舞台に野外活動を実践している。町内の鳥取県立智頭農林高等学校の教員もこの活動に参加している。鳥取県では、2015年3月に鳥取県内の恵まれた自然のフィールドを活用して保育を行う園を“自然保育を行う園”として認証している 。保育士は子供たちと「横並びの目線」で接し、保護者にも子供の成長を待つという姿勢が現れてきている。

## 関連図書
- 森のようちえん: 自然のなかで子育てを（2011年10月、解放出版社） ISBN 4759267468
- 森の幼稚園―シュテルンバルトがくれたすてきなお話（2003年10月、合同出版）ISBN 4772603158
- ようこそ！　森のようちえんへ（2013年11月、解放出版社）
- 環境教育学　（2012年3月、法律文化社）、ISBN 9784589034083